# Harry Moberg
Harry Lennart Moberg, född 11 juli 1927 i Öregrund, död 7 maj 2018 i Lilla Beddinge, var en svensk målare och grafiker. 
Moberg studerade konst i Frankrike 1947-1949 samt för Erling Ärlingsson i Karlstad 1950. Därefter företog han studieresor till Frankrike och Spanien.
Moberg debuterade i en utställning på Musées Cagnes-sur-Mer i Frankrike 1949, och har senare visat sitt måleri på Värmlands museum 1951 och 1959. Tillsammans med Gertrud Bensow-Lööf, Stig Olson, och Ingemar Lööf ställde han ut i Kristinehamn 1959 och 1960 och i Stockholmssalongen på Liljevalchs konsthall 1959. Han medverkade även Svenska institutets vandringsutställning 1991-1992.
Bland hans offentliga arbeten finns en dekorativ målning i Kristinehamns stadshus, och verk utförda för Svenska Riksbyggen. 
Han tilldelades NWT:s kulturstipendium 1972, Statens stora arbetsstipendium 1974-1975, Värmlands läns landstings Frödingsstipendium 1977 samt Thor Fagerqvistsstipendium 1987.
Moberg är representerad på Värmlands museum, Örebro läns museum, Göteborgs konstmuseum, Örebro läns landsting, Kristinehamns och Säffle kommuns konstsamlingar.
Han var gift med konsthantverkaren Ruth Moberg och är far till konstnären Carina Moberg-Eyre.